# Privilegi de Gaeta
El Privilegi de Gaeta fou un privilegi promulgat pel rei d'Aragó Alfons el Magnànim el 17 de juny del 1439 a Gaeta (Regne de Nàpols) i que abolia el Privilegi de Sant Feliu de Guíxols (1365) En virtut del Privilegi de Gaeta s'atorgava que el regne de Mallorca "en res en lo món sia sotmès al Principat de Catalunya ne a la observància de llurs constitucions ne usatges". L'aplicació de les constitucions catalanes i els Usatges de Barcelona fou substituïda per la consolidació de la recepció del dret romà i el desenvolupament d'un dret propi mallorquí fonamentat en el dret català.